# Real Monasterio de Santa Inés del Valle (Écija)
El Real Monasterio de Santa Inés del Valle, también llamado Convento, es una casa de monjas clarisas franciscanas situado en Écija (Sevilla, Andalucía, España). Fue fundado a finales del siglo XV y su iglesia, de estilo barroco, es de principios del siglo XVII.

## Historia
La primera fundación se hizo extramuros de la ciudad, trasladándose posteriormente al lugar actual, en los arrabales de la parte norte, lindando con el camino que conducía al Santuario de la Patrona Nuestra Señora del Valle, hoy ermita-humilladero, del que tomó toponímico para la advocación. Ésta fundación definitiva, fechada en 1487, fue gracias a la intervención de doña 
Isabel Cherino, esposa del alcalde de Osuna, don Luis de Pernía. 
Es tradición que el convento tuvo importantes protectores desde sus inicios, figurando entre ellos la reina Isabel la Católica, que se hospedó aquí -se conserva la habitación que la alojó- durante un viaje de recaudación de fondos para la guerra de Granada, y que sufragó cuantiosas limosnas con las cuales la comunidad costeó la sillería de coro, la adquisición 
de libros corales, la canalización de agua al cenobio y otras dotaciones. La emperatriz María de Austria, hija de Carlos I y esposa de Maximiliano II de Habsburgo, y la infanta Isabel Clara Eugenia, hija de Felipe II, fueron también benefactoras de la casa, a la que legaron valiosas reliquias, entre ellas una espina de la corona de Jesús. La nobleza ecijana y el municipio de la ciudad mostraron su afecto al cenobio franciscano.
Existió un edificio del siglo XVI que resultó destruido en dos etapas, primero por un incendio, en 1622, y segundo por una inundación del río Genil y el arroyo del Matadero, en 1626.

## Descripción

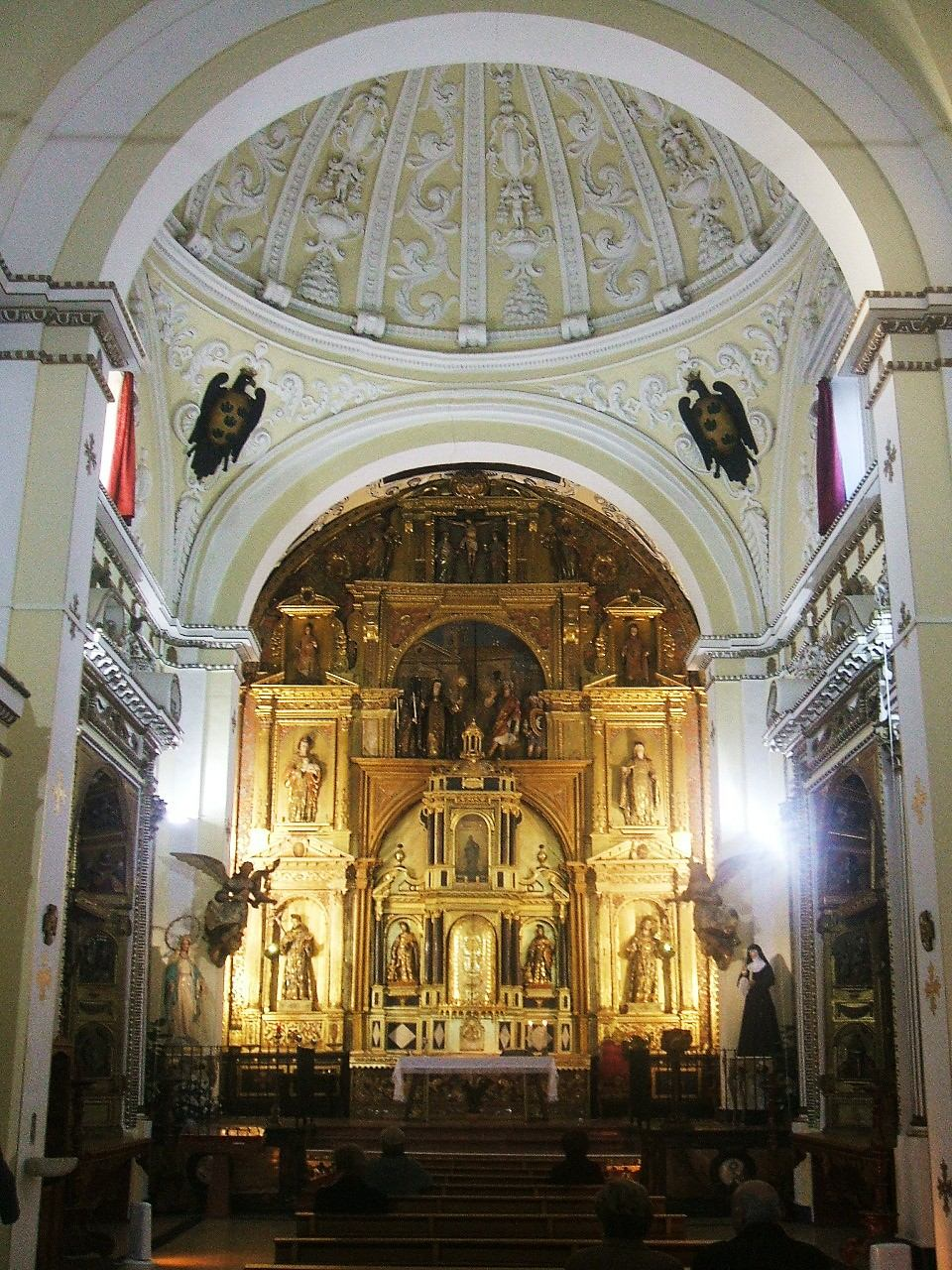
Nave y cabecera de la iglesia conventual.

La iglesia, única parte accesible por los seglares en tanto que espacio de culto público (se celebra una misa semanal, los domingos a las 9,15 h.), perteneciendo las demás dependencia a la clausura de las monjas, fue levantado a finales del primer cuarto del siglo XVII por alarifes ecijanos. Su exterior es radicalmente austero; el único elemento llamativo es la puerta de 
acceso, adintelada y con un sencillo frontón partido por una hornacina con imagen. La espadaña que puede contemplarse a los pies del templo es fábrica reconstruida en 1983 con líneas barrocas.
El interior presenta planta rectangular, con nave única de cuatro tramos cubierta con bóveda de cañón y lunetos. Los muros están decorados con pinturas encastradas que presentan misterios marianos y escenas franciscanas. El antepresbiterio, que no es crucero al carecer el templo de nave transversal, se cubre con cúpula de media naranja gallonada y ricamente decorada con 
labores de yeserías, de escaso valor artístico pero de agudo sentido ornamental. 

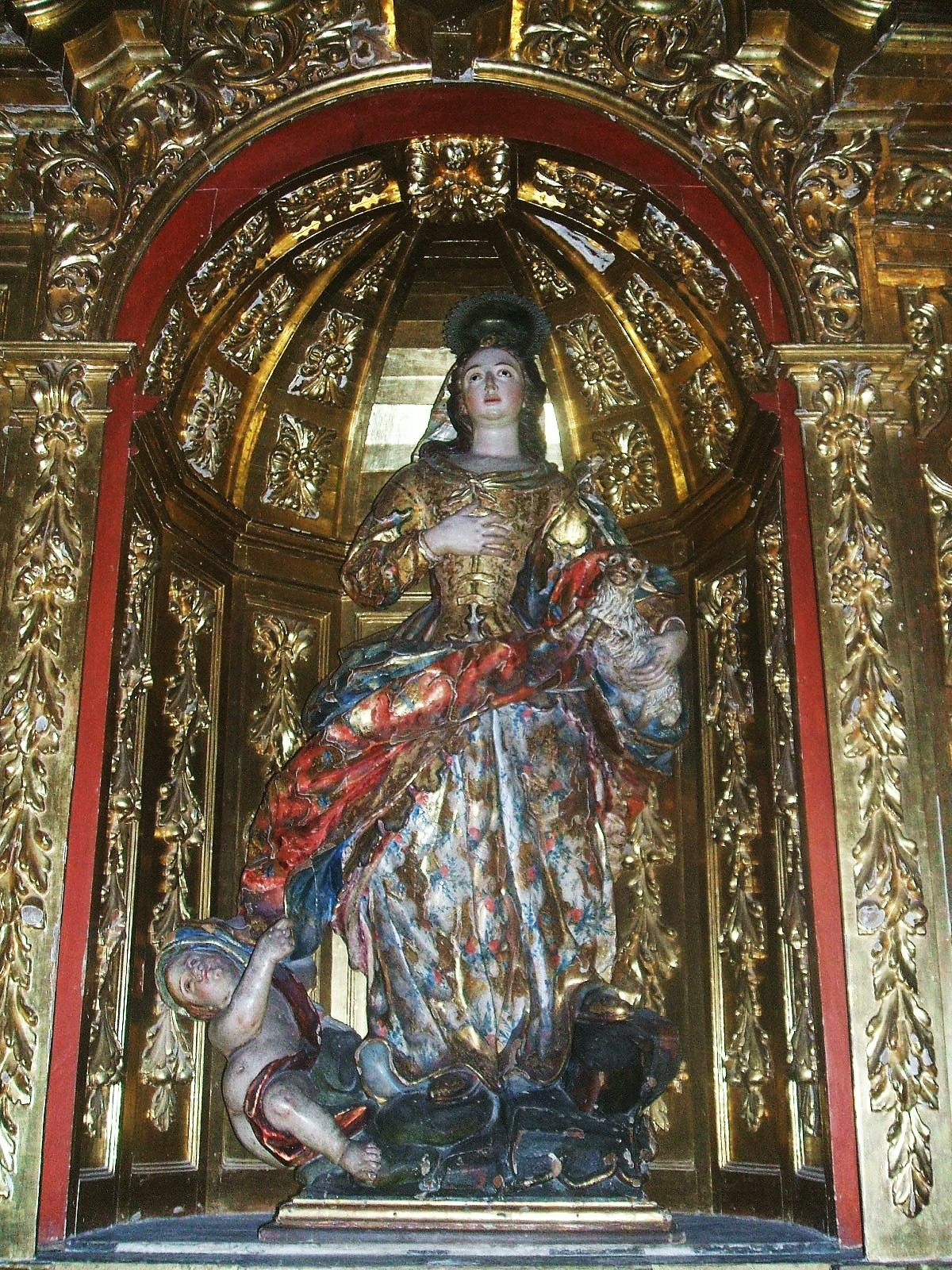
Retablo de Santa Inés, imagen del s-XVIII.

El Retablo Mayor, barroco clasicista, realizado hacia 1630, se compone de dos partes: la primera consiste en un conjunto central compuesto por el ostensorio-sagrario y cajas laterales para las imágenes de San José y San Joaquín, en la parte baja, y un tabernáculo con cupulilla rematada con linterna que contiene una hornacina en la que se expone una pequeña escultura de 
la Inmaculada, en la parte alta. La segunda parte del retablo completa el testero de la Capilla Mayor y lo conforman siete conjuntos de tallas de mediano valor artístico, que incluyen a santos y santas de la Orden Franciscana y un Calvario. De todos ellos destaca, en la calle central, encima del tabernáculo, un relieve policromado de la historia de Santa Clara y los sarracenos. Este espacio se cubre con sección de bóveda de cañón decorada con frescos.
En el lado izquierdo o del Evangelio, enmarcado por ricas yeserías, se puede contemplar un retablo coetáneo del Retablo Mayor dedicado a San Juan Bautista, cuya imagen presenta influencias de la obra de Alonso de Mena, a la que acompañan relieves alusivos a la vida del santo. A continuación se observa otro retablo con hornacina entre estípites, en el que se venera una imagen de la Inmaculada del segundo tercio del siglo XVIII. En el lado derecho o de la Epístola el mobiliario consiste en retablos de similares características y fechas, los dedicados a: San Juan Evangelista; Santa Inés, imagen de la primera mitad del siglo XVIII en hornacina entre estípites; a Santa Ana y la Virgen, fechado en 1762; y otra pequeña mazonería del tercer tercio del siglo XVIII con imagen de finales del XIX.
A los pies, separado de la nave por una reja, se halla el coro bajo de las monjas. Entre las demás dependencias del Monasterio cabe mencionar el claustro, la parte más antigua, levantado en el último tercio del siglo XV, que conforman una doble arcada de pilares latericios.

## Galería de imágenes

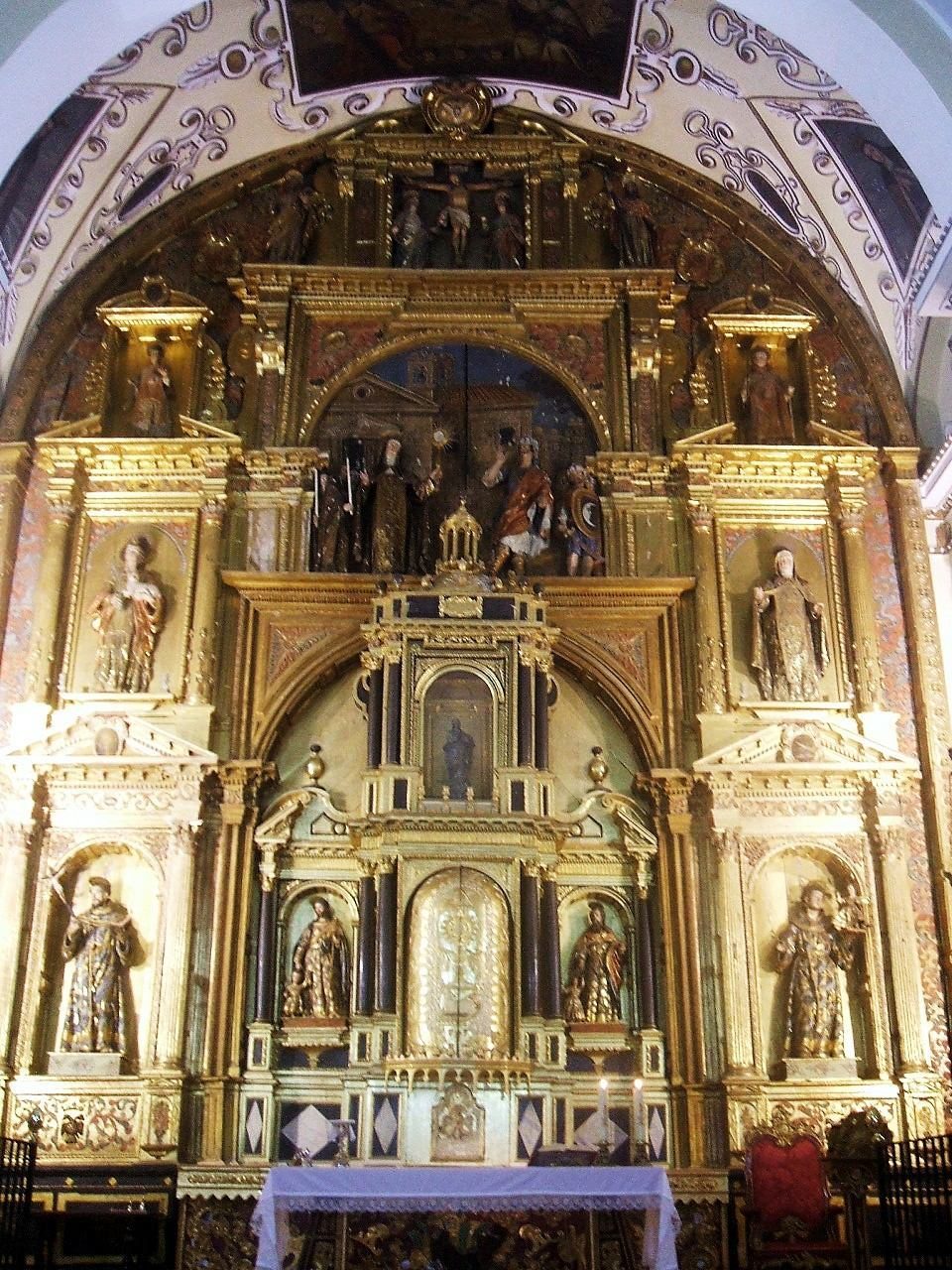
Retablo Mayor (s-XVII)
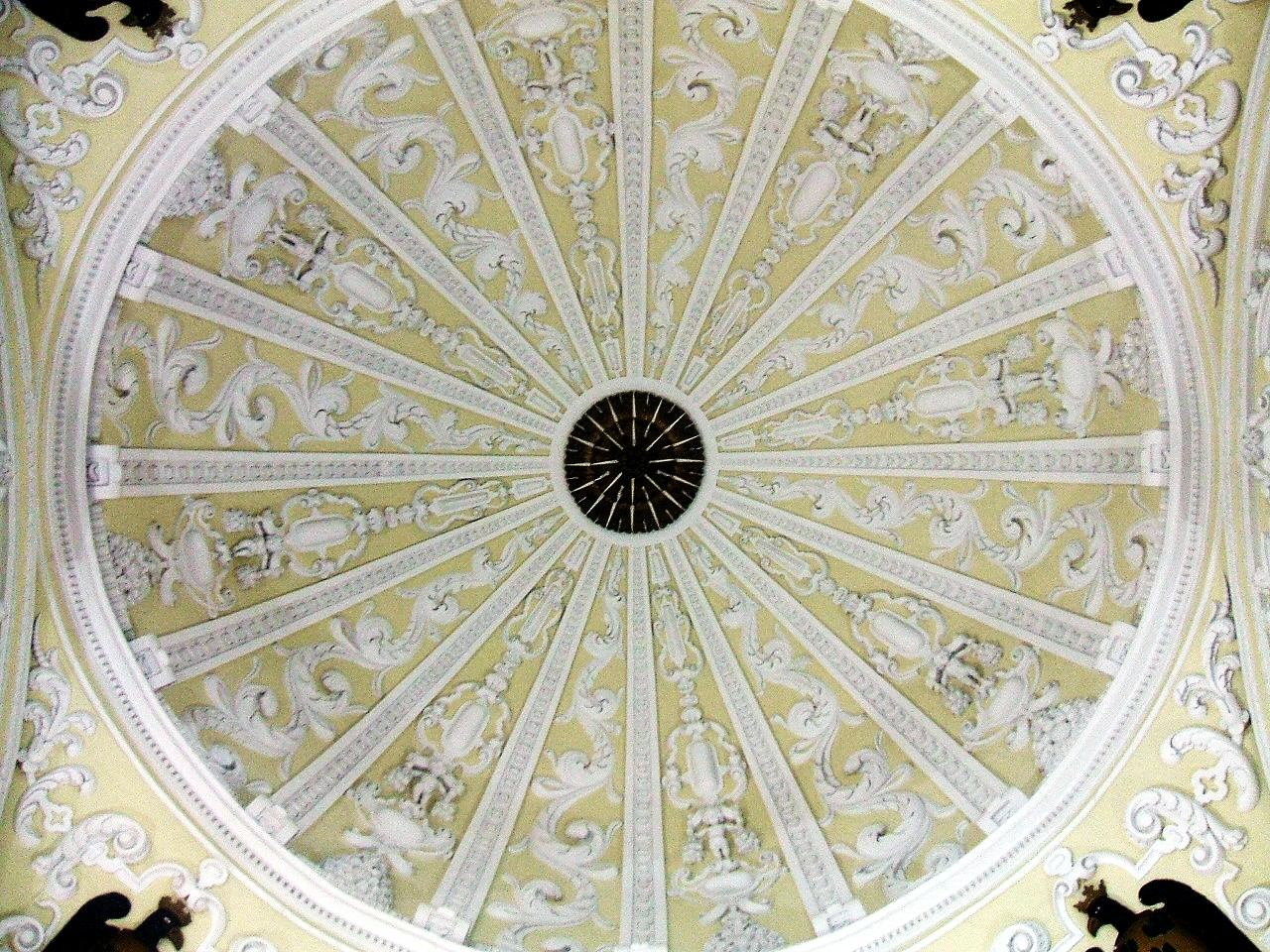
Cúpula de la antesacristía (s-XVII)
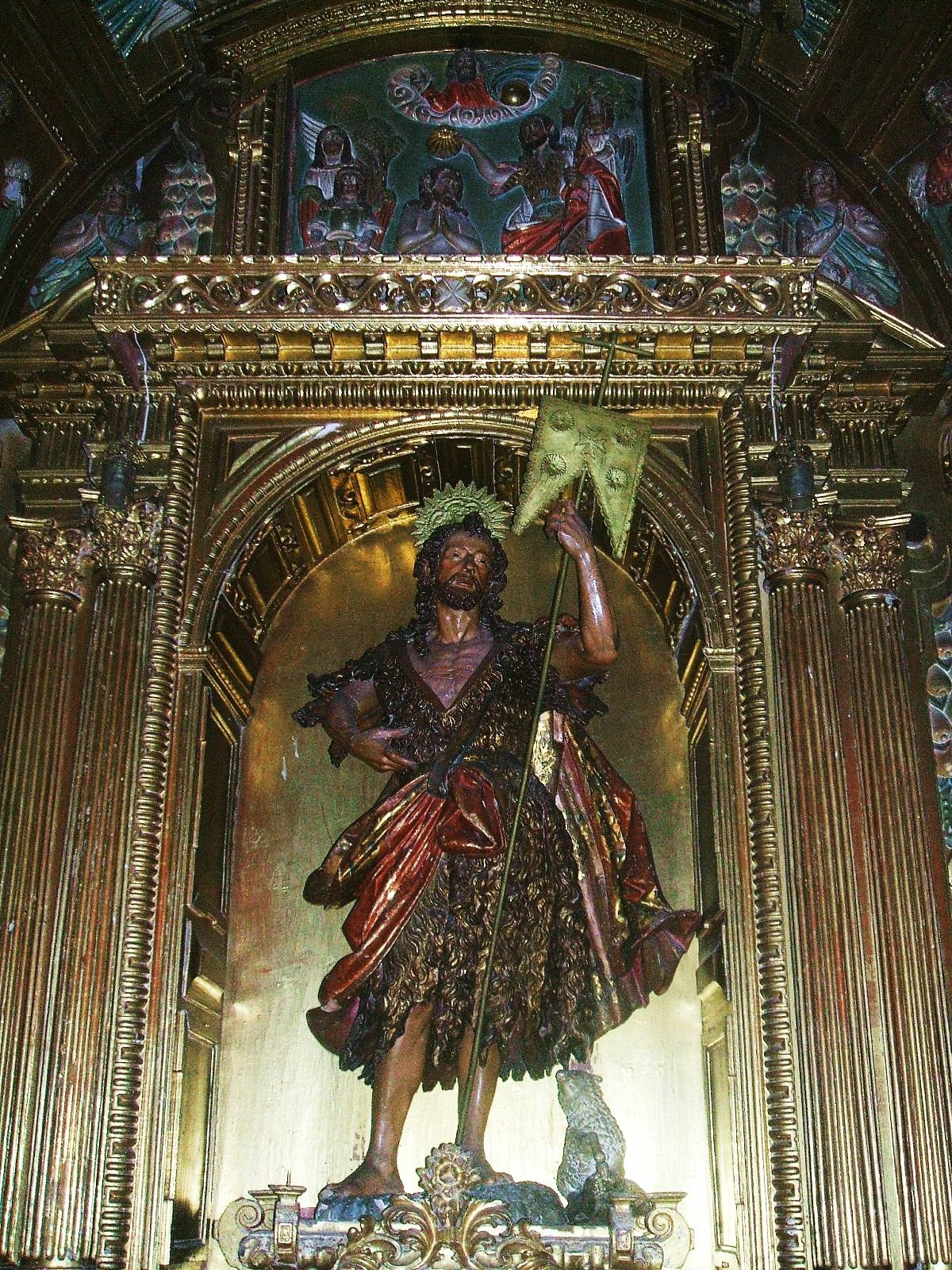
Retablo de San Juan Bautista (s-XVII)